# 成都道 (天津)
成都道是中国天津市和平区五大道地区的一条街道，修筑于1929年，原属天津英租界，属于五大道地区位置最靠北的一条街道，与黄家花园普通市民聚居区相邻。成都道东北到南京路，西南到吴家窑二号路，长2206米，车行道宽14米，南北两侧分别与重庆道和岳阳道平行。目前，成都道地区是天津市历史风貌建筑的聚集地之一，大量的名人故居坐落于此。

## 历史

1950年代的成都道与长沙路交口

成都道所在地域原是天津老城东南的一片沼泽洼地，散落着一些窝棚式的简陋民居。1903年，天津英租界工部局在获得成都道所在区域。1922年至1932年期间，天津英租界工部局结合海河清淤工程，对成都道所在区域进行填筑使之成为适合天津城市建设的用地。1929年，天津英租界工部局修筑此路并命名为伦敦道（London Road），又称“45号路”。此后，两侧迅速形成大片高级住宅区，绿化良好，建筑风格属于各种不同的欧洲式样。1943年，日本占领天津后，伦敦道改称“南纬20号路”。1946年，天津市政府光复后以四川省成都市更替为成都道至今。成都道两侧原多为两三层别墅式建筑，道路中间原设有花坛绿篱，1961年，花坛绿篱被拆除。历史上，成都道的门牌顺序是从南京路向西开始排列的，但由于天津市抗震纪念碑的修建和原公安医院等一系列建筑的拆除，成都道起始部分两侧的建筑目前都已经拆除。历史上，张自忠、陶湘、金邦正、石友三、施剑翘、李厚基、陈少梅、赵天麟、袁克文、袁家骝、朱宪彝、朱继圣、谷良民、资耀华、朱有济、孙冰如、胡仲文、丁懋英、张慰民、杨十三、陶茂正、张叔诚、金怡濂等名人均居住过成都道。

## 现况与发展
成都道目前东北到南京路，西南到吴家窑二号路，长2206米，车行道宽14米，两侧人行道各宽2.2米至5.3米，沥青路面，南北两侧分别与重庆道和岳阳道平行。由于成都道街区被纳入天津历史文化街区的保护规划，因此未来将保持现有风貌不会拓宽。

## 沿街著名建筑
成都道现存比较著名的建筑有：

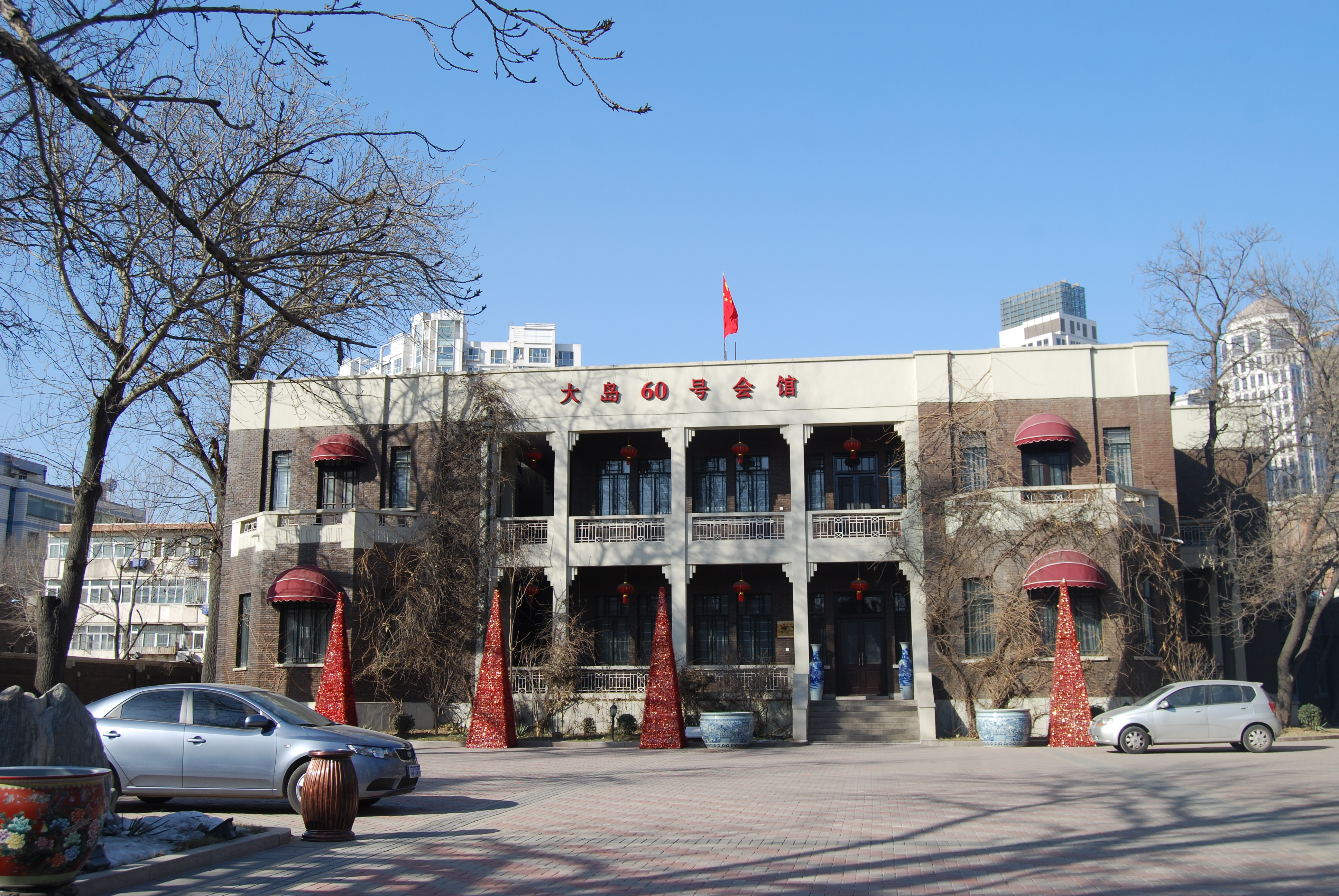
成都道上的张自忠故居

- 天津市文物保护单位：陶茂正故居，成都道36号
- 天津市历史风貌建筑：张自忠故居，成都道60号
- 天津市历史风貌建筑：朱宪彝旧居，成都道94-104号
- 天津市历史风貌建筑：张叔诚旧居，成都道118号[4]

## 交汇道路
目前，与成都道相交汇的主要道路有：
- 吴家窑二号路
- 同安道
- 吴家窑一号路

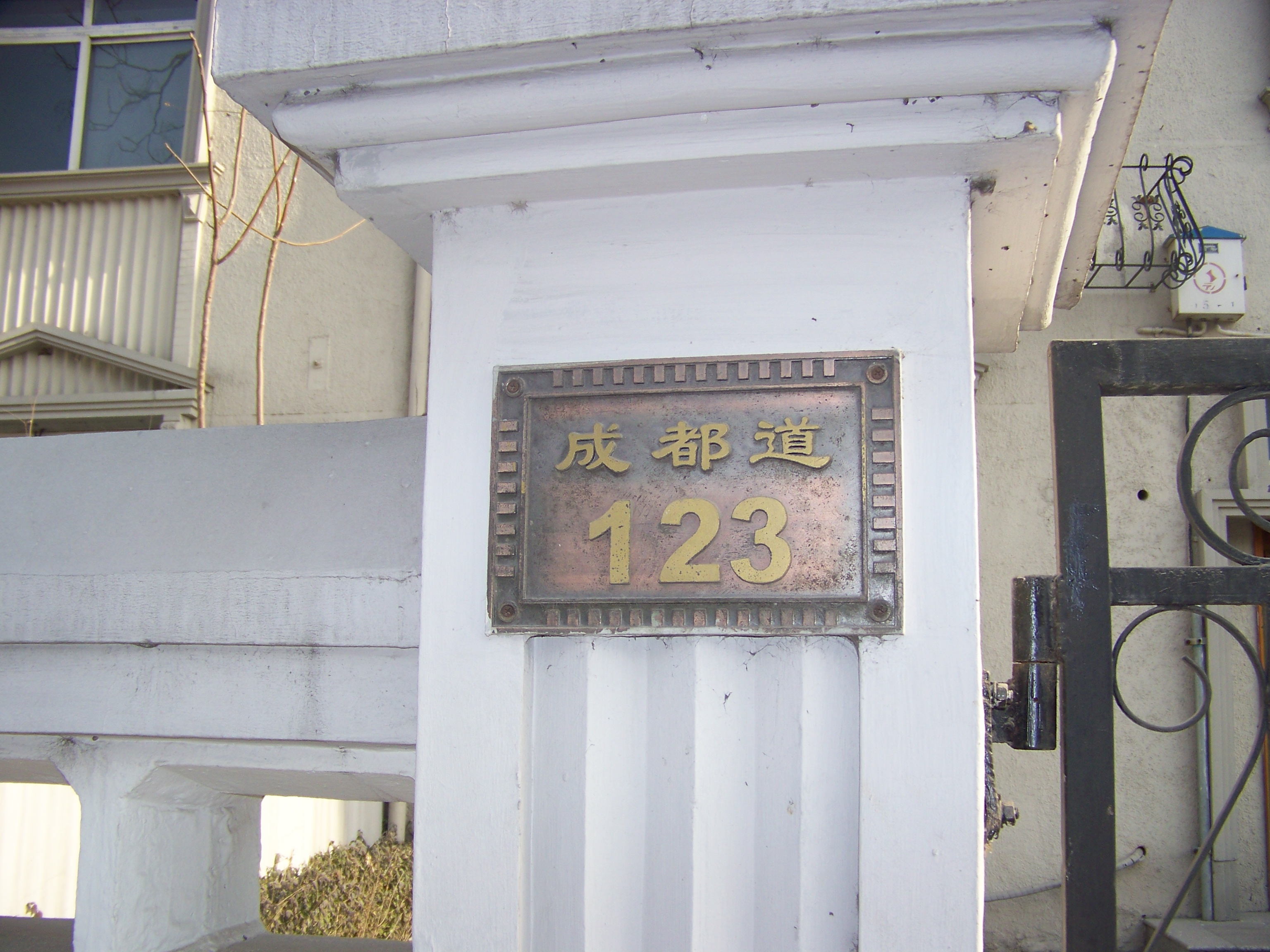
成都道123号

- 西康路 原海光寺道（Hai Kwan Sou）
- 贵州路 原大北道（Derby Road）
- 昆明路 原康伯兰道（Cumberland Road ）
- 云南路 原登百敦道（Dumbarton Road ）
- 桂林路、武昌路 原格拉斯哥道（Glasgow Road ）
- 广西路 得列道（Delbi Road）
- 芷江路 克兰特道（Clyde Road）
- 长沙路 原加的夫道（Cardiff Road ）
- 山西路 原三安道（Shannon Road）
- 湖南路 原西芬道（Severn Road ）
- 西安道 原敦桥道（Tonbridge Road）
- 河北路 原威灵顿道（Wellington Road ）
- 南京路 原小河道（Creek Road）